# Récepteur de la somatostatine
Il existe cinq récepteurs de la somatostatine connus :
- SST 1 ( SSTR1)
- SST 2 ( SSTR2)
- SST 3 ( SSTR3)
- SST 4 ( SSTR4)
- SST 5 ( SSTR5)

Tous sont des récepteurs à sept domaines transmembranaires couplés à la protéine G.